# François Maynard
François Maynard  (* 21. November 1582 in Toulouse; † 28. Dezember 1646 in Aurillac) war ein französischer Schriftsteller und Lyriker der frühen Klassik.

## Leben und Werk
Maynard studierte Rechtswissenschaft und wurde 1603 Advokat. Von 1605 bis 1607 gehörte er zu dem Dichter- und Intellektuellenkreis um die nach Paris zurückgekehrte Mäzenin Margarete von Valois, die weiterhin den Stil von Ronsard schätzte. 1607 lief Maynard zu François de Malherbe über, dem Bereiter der französischen Klassik und Kritiker Ronsards, was den Bruch mit Margarete bedeutete. Maynard wurde, zusammen mit Honorat de Racan, zu Malherbes bestem Schüler, kam aber in seiner gesellschaftlichen Position nicht recht voran. Er heiratete 1611 und kaufte sich mit dem Brautgeld das Amt eines Gerichtspräsidenten in Aurillac, das er bis 1628 ehrenhaft bekleidete. Ein Amt als Botschaftssekretär in Rom (1635–1636) bei François de Noailles Graf Ayen (1584–1645) endete im Zerwürfnis. Endgültig 1640 zog sich Maynard deshalb ins Provinzexil auf seine Güter in Saint-Céré zurück, nach dem Vorbild von Jean-Louis Guez de Balzac (1597–1654), den er 1643 besuchte, und nicht unähnlich Racan. Da er aber 1644 in den Staatsrat berufen und geadelt wurde, verkehrte er kurz vor seinem Tod doch wieder in Paris und am Hof.
Maynard war 1635 Gründungsmitglied der Académie française. Von der Kritik wurde Maynard in neuerer Zeit überwiegend aufgewertet. Man sieht ihn als frühen Ausbilder des klassischen Stils, der für die Lyrik dasselbe geleistet hat wie Guez de Balzac für die Prosa. Castex/Surer nennen ihn einen „großen Dichter“.
Die Association des amis de Maynard in Saint-Céré gibt seit 1971 die Cahiers Maynard heraus. In Aurillac steht noch das historische Gebäude Hôtel du Président-Maynard. Es gibt dort ferner eine Rue François Maynard. Auch in Toulouse ist seit 1910 die Rue Maynard nach ihm benannt.

### Berühmte Verse
Berühmt sind Verse wie diese:
- Mon âme, il faut partir; ma vigueur est passée. / Mon dernier jour est dessus l’horizon.

- Je touche de mon pied le bord de l’autre monde, / L’âge m’ôte le goût, la force et le sommeil.

- Je suis las d’encenser l’autel de la fortune, / Et brûle de revoir mes rochers et mes bois, / Où tout me satisfait, où rien ne m’importune.

- Las d’espérer et de me plaindre / Des muses, des grands et du sort,/ C’est ici que j’attends la mort / Sans la désirer ni la craindre.

## Werke
- Philandre, Tournon, Michel, 1619 (Schäferspiel).
- Les oeuvres de Maynard, Paris, Courbé, 1646 (Vorwort von Marin Le Roy de Gomberville).
- Oeuvres poétiques, hrsg. von Gaston Garrisson, 3 Bde., Paris, Lemerre, 1885–1888; Genf, Slatkine, 1970.
- Oeuvres poétiques choisies, Paris, Sansot, 1909.
- Odes et sonnets, hrsg. von Ferdinand Gohin, Paris, Garnier, 1925.
- Poésies. Recueil de 1646 et choix de divers autres recueils, hrsg. von Ferdinand Gohin, Paris,  Garnier, 1927.

### Handbuch- und Lexikoninformation
- Pierre-Georges Castex und Paul Surer, Manuel des études littéraires françaises, Paris, Hachette, 1954, S. 186, 189–190.
- André Lagarde und Laurent Michard, XVIIe siècle. Les grands auteurs français. Anthologie et histoire littéraire, Paris, Bordas, 1985 (zuerst 1951), S. 27–30 (« art impeccable »).
- Jean-Charles Payen und Jean-Pierre Chauveau, La poésie des origines à 1715, Paris, Armand Colin, 1968, S. 133–134, 168–169  und 424–427.
- Robert Sabatier, La Poésie du XVIe siècle,  Paris, Albin Michel, 1975, S. 27–34.
- Alain Viala, « François Mainard ou Maynard »,  in: Dictionnaire des écrivains de langue française, hrsg. von Jean-Pierre Beaumarchais, Daniel Couty und Alain Rey, Paris, Larousse, 2001, S. 1063–1064.